# Kanton Beuzeville
Kanton Beuzeville (fr. Canton de Beuzeville) je francouzský kanton v departementu Eure v regionu Horní Normandie. Skládá se ze 16 obcí.

## Obce kantonu
- Berville-sur-Mer
- Beuzeville
- Boulleville
- Conteville
- Fatouville-Grestain
- Fiquefleur-Équainville
- Fort-Moville
- Foulbec
- La Lande-Saint-Léger
- Manneville-la-Raoult
- Martainville
- Saint-Maclou
- Saint-Pierre-du-Val
- Saint-Sulpice-de-Grimbouville
- Le Torpt
- Vannecrocq